# Nicholas Varopoulos
Nicolas Theodore Varopoulos (em grego:  Νικόλαος Βαρόπουλος, transl.: Nikolaos Varopoulos, também Nicholas Varopoulos; 16 de junho de 1940) é um matemático grego, que trabalha principalmente com análise harmônica e grupos de Lie.
Obteve um doutorado em 1965 na Universidade de Cambridge, orientado por John Hunter Williamson, com a tese Studies in harmonic analysis.
Recebeu em 1968 o primeiro Prêmio Salem. Foi palestrante convidado do Congresso Internacional de Matemáticos em Nice (1970 - Groupes des fonctions continues en analyse harmoniques) e em Quioto (1990 - Analysis and geometry on groups). Dentre seus doutorandos constam Thomas William Körner e Laurent Saloff-Coste.

## Obras
- com L. Saloff-Coste, T. Coulhon: Analysis and Geometry on Groups. Cambridge University Press, 1992
- Tensor analysis and harmonic analysis, Acta Mathematica, Volume 119, 1967, p. 51–112.
- com D. L. Salinger: Convolutions of measures and sets of analyticity". Math. Scand., Volume 25, 1969, p. 5–18
- Groups of continuous functions in harmonic analysis,  Acta Mathematica, Volume 125, 1970, p. 109–152